# Равно Брдо
Равно Брдо (словен. Ravno Brdo) — поселення в общині Любляна, Осреднєсловенський регіон, Словенія. Висота над рівнем моря: 573,3 м.